# 矢切神社
矢切神社（やきりじんじゃ）は、千葉県松戸市下矢切にある神社である。

## 由来
宝永元年（1704年）6月29日の長雨により、江戸川が大洪水を起こし、水高が地面より8尺余り（約2m50cm）となった。当時の矢切の民家は江戸川沿岸にあったため、多数の死者を出し、産業も甚大な被害を受けた。災害から逃れるように村民が台地上に移住し、鎮守として京都東山より稲荷を勧請して祀ったのが矢切神社である。かつては稲荷神社と呼ばれていた。
なお、矢切村（上矢切、中矢切、下矢切）全体の総鎮守として香取神社があったが、この洪水を契機に上矢切に神明神社、下矢切に矢切神社が設けられ、香取神社は中矢切の鎮守となった。

## 行事
1月
- 1日　元日初詣　歳旦祭
- 2日　初詣 （~ 3日）
- 25日 初天神祭　天満宮

2月
- 上旬　初牛祭　稲荷神

4月
- 桜まつり

6月
- 30日　大祓い

7月
- 15日　水神祭　弁財天
- 28日　神正月 （豊作と健康祈願）

8月
- 神霊夏祭り

10月
- 1日　神正月 （豊作と健康祈願）
- 中旬 例大祭　宵宮・本宮

11月
- 15日　七五三詣
- 23日　新嘗祭 （勤労感謝）

12月
- 31日　大祓い　除夜祭

## 観光
細川たかしの「矢切の渡し」が大ヒットし、観光客がピークだった頃には、矢切神社と江戸川の渡し場までを結ぶ「矢切ふるさと馬車」が出ていた。